# 新飯野橋
新飯野橋（しんいいのばし）は、福島県福島市と二本松市に跨り阿武隈川に架かる福島県道39号川俣安達線の道路橋である。

## 概要
福島市南東部、二本松市北東部を流れる一級河川阿武隈川を渡る。東詰は福島市飯野町明治（架設当時の伊達郡飯野町明治）、西詰は二本松市下川崎（架設当時の安達郡安達町下川崎）に位置している。現在の橋は永久橋としては2代目にあたる2000年（平成12年）3月に開通したもので、薄茶色に塗装された鋼製アーチが特徴の下路式ニールセンローゼ橋である。周囲は天井滝という岩盤があらわになった渓谷が広がり、たもとには「水辺の小楽校」が設置されており、蓬萊ダム（飯野堰堤）を望む風光明媚な土地であることから、渡河部の支間長拡大の目的と共にシンボル性に富んだ当形式が採用された。橋上は上下線対向2車線で供用されており、上り線側に歩道が設置されている。総工費は21億9260万円。

## データ
- 全長 - 203 m
  - 最大支間長 - 119.2 m（第1径間）
- 幅員 - 6.0（11.0） m、有効幅員12.0 m（車道部7.5 m、歩道部3.3 m）
- 形式 - 1径間鋼下路式ニールセンローゼ橋・2径間合成鈑桁橋
- 竣工 - 2000年（平成12年）3月[2]

## 沿革
かつては橋があった場所付近には、飯野渡船場（いいのとせんば）という、現県道である街道に繋がる渡し場があった。1886年（明治19年）、安達郡下川崎村（現在の福島市松川町下川崎・二本松市下川崎）の豪農、川崎太郎左衛門が私財を投じ少し上流に橋を渡したが、4年後に洪水によって流された。その後も氾濫がおき、1915年（大正4年）に渡船が流され、永久橋を渡す要望が高まった。そして1936年（昭和11年）12月に初代新飯野橋となる全長123.4 m、幅員4.5 mのゲルバー鈑桁橋が完成した。
しかし、本体の老朽化と1車線で車両同士の離合ができず、歩道も無い構造で安全な交通の障害となっていたことから架替えが決定され、1996年（平成8年）から工事が始まり、2000年（平成12年）3月に二代目となる新飯野橋が初代の位置から少し上流の位置に架けられた。

### 和台遺跡の発見
この橋の取り付け道路建設のために飯野町（現・福島市飯野地区）側の丘陵を削る工事をしたところ、数多くの複式炉をともなう竪穴建物からなる縄文時代中期の集落遺跡和台遺跡が確認され、発掘調査では、全国でも例を見ない人の顔の装飾が施された土器が出土した。当初の計画から遺跡保護のために施工の見直しが行われ、未だに着工されていないため、周辺道路は立派な橋に比べると1車線ないし1.5車線と細く曲がりくねり走りにくい。建設を担当した島県県北建設事務所が作成したパンフレットにも「みちから見つかったロマン」と紹介されている。

## 隣の橋
（上流） 新舟橋 - 新飯野橋 - 逢隈橋 （下流）